# Hexanchorus falconensis
Hexanchorus falconensis – gatunek chrząszcza z rodziny osuszkowatych.
Gatunek ten opisany został w 2013 roku przez Crystal A. Maier na łamach „ZooKeys”. Jako miejsce typowe wskazano Cataratas del Hueque w wenezuelskim stanie Falcón.
Chrząszcz o wydłużonym, umiarkowanie z wierzchu sklepionym ciele długości od 4 do 4,3 mm. Ubarwienie ma ciemnobrązowe z brązowoczarnym spodem oraz ceglastymi nasadami ud, krętarzami i spodami nasad nitkowatych czułków. Głowa ma mikrosiateczkowanie i przeciętnie grube, gęste punktowanie. Zaopatrzona jest w nadustek o prostej krawędzi przedniej oraz półkuliste, z tyłu zwężone oczy obrzeżone długimi, zakrzywionymi, czarnymi szczecinkami. Przedplecze jest niewiele dłuższe niż szerokie, o prostych kątach przednich, rozwartych kątach tylnych, lekko zafalowanych krawędziach bocznych, krawędzi tylnej słabo zafalowanej z płatem pośrodku oraz słabo zaznaczonym wcisku w części środkowo-tylnej.  Tarczka jest silnie wysklepiona, nieco dłuższa niż szersza. Pokrywy mają dziesięć rzędów z punktami oddalonymi od siebie o 3–4 średnice oraz międzyrzędy porośnięte krótkim, gęstym owłosieniem. Samice wyróżniają się na tle rodzaju silnie wydłużonymi wierzchołkami pokryw. Cechą charakterystyczną samców są zaś genitalia o edeagusie z ząbkiem i dwoma wcięciami przy wierzchołku, wskutek czego wyglądającym jak otwieracz do konserw.
Owad neotropikalny, znany wyłącznie ze stanu Falcón w Wenezueli. Spotykany jest w strumieniach, na pobrzeżach rzek i w błotnistych bajorkach. Bytuje na kamieniach, wśród listowia i zanurzonych korzeni.